# Phú Hòa Đông
Phú Hòa Đông là một xã thuộc Thành phố Hồ Chí Minh, Việt Nam.
Xã Phú Hòa Đông có diện tích 21,79 km², dân số năm 2021 là 30.830 người,  mật độ dân số đạt 1.414 người/km².